# 一宮市ききょう会館
一宮市ききょう会館（いちのみやしききょうかいかん）とは、愛知県一宮市にある公共施設（福祉施設）。
一宮市の条例での正式名称は一宮市社会福祉センターききょう会館である。

## 概要
- 社会福祉の充実を図るための施設である[2]。
- 1990年（平成2年）開館[3]。名称は一宮市の市の花であるキキョウに由来する。
- 元々は勤労婦人福祉法に基づき設置された働く婦人の家であり、正式名称は一宮市働く婦人の家ききょう会館。働く婦人の家はききょう会館の3階から5階を使用していた。2021年（令和3年）3月に働く婦人の家の廃止されると[4]、ききょう会館は廃止に伴う経過措置として、サークル活動等に利用できるよう有償での貸館業務を2022年（令和4年）3月まで行った[5]。社会福祉センターなどが入居していた思いやり会館（一宮市桜1丁目12－1）の老朽化もあり、思いやり会館内に入居していた社会福祉センター、一宮市シルバー人材センター本部などの組織がききょう会館の3階から5階に移転[6][7]。2023年（令和5年）4月1日より一宮市社会福祉センターききょう会館が正式名称となる。

## 施設概要
一宮市社会福祉センターに該当するのは、3階から5階である。
1階
- 介護予防支援室ききょう

2階
- 口腔衛生センター

3階
- シルバー人材センター

4階
- 障害者基幹相談支援センター
- ミーティングルーム1
- 相談室1

5階
- 市民総合相談室
- ミーティングルーム2
- 相談室2
- 会議室　※貸出用

## 利用案内
- 使用時間：9:00 - 17:00[2]
- 休館日：祝日、年末年始（12月28日 - 1月3日）[2]

## 交通アクセス

### 公共交通機関
- 名古屋鉄道名古屋本線・尾西線名鉄一宮駅下車、徒歩約7分。
- JR東海道本線尾張一宮駅下車、徒歩約7分。
- 名鉄バス一宮・イオン木曽川線「ききょう会館前」バス停下車、徒歩すぐ。
  - 一宮駅、名鉄一宮駅（一宮駅バスターミナル）より【15】イオンモール木曽川行き。

## 周辺施設
- 真清田神社
- 名鉄一宮駅
- 尾張一宮駅